# Le Treizième Invité
Pour plus de détails, voir Fiche technique et Distribution.
Le Treizième Invité (titre original : The Thirteenth Guest) est un film américain réalisé par Albert Ray, sorti en 1932.

## Fiche technique
- Titre : Le Treizième Invité
- Titre original : The Thirteenth Guest
- Réalisation : Albert Ray
- Scénario : Frances Hyland et Arthur Hoerl (non crédité) d'après le roman d'Armitage Trail
- Producteur : M. H. Hoffman
- Société de production : Monogram Pictures
- Photographie : Tom Galligan et Harry Neumann
- Montage : Leete Renick Brown
- Direction artistique : Eugene Hornboestel
- Pays de production : États-Unis
- Format : Noir & blanc - Son : Mono
- Genre : Comédie policière
- Durée : 69 minutes
- Date de sortie : 
  - États-Unis : 9 août 1932

## Distribution
- Ginger Rogers : Lela / Marie Morgan
- Lyle Talbot : Phil Winston
- J. Farrell MacDonald : Capitaine de police Ryan
- Paul Hurst : Détective Grump
- Erville Alderson : Oncle John Adams
- Ethel Wales : Tante Jane Thornton
- James Eagles : Harold 'Bud' Morgan
- Craufurd Kent : Dr Sherwood
- Eddie Phillips : Thor Jensen
- Frances Rich : Marjorie Thornton
- Phillips Smalley : Oncle Dick Thornton
- Tom London : Carter, un détective